# Жюльен, Жак
Жак Жюлье́н (фр. Jacques Joulien) — французский кёрлингист.
В составе мужской сборной Франции участник чемпионата мира 1981 (заняли десятое место) и трёх чемпионата Европы 1984 (заняли одиннадцатое место).
Играл на позиции второго.

## Команды
| Сезон   | Четвёртый     | Третий        | Второй     | Первый      | Турниры            |
| ------- | ------------- | ------------- | ---------- | ----------- | ------------------ |
| 1980—81 | Жерар Равелло | Андре Жувен   | Жак Жюльен | Жерар Алазе | ЧМ 1981 (10 место) |
| 1984—85 | Морис Мерсье  | Тьерри Мерсье | Жак Жюльен | Emile Pomi  | ЧЕ 1984 (11 место) |

(скипы выделены полужирным шрифтом)